# Torgerslundstjärnen
Torgerslundstjärnen är en sjö i Tanums kommun i Bohuslän och ingår i Enningdalsälvens huvudavrinningsområde. Sjön är 5,8 meter djup, har en yta på 0,12 kvadratkilometer och befinner sig 118,5 meter över havet.

## Delavrinningsområde
Torgerslundstjärnen ingår i det delavrinningsområde (652836-125040) som SMHI kallar för Utloppet av Övre Bolsjön. Medelhöjden är 139 meter över havet och ytan är 10,07 kvadratkilometer. Det finns inga avrinningsområden uppströms utan avrinningsområdet är högsta punkten. Vattendraget som avvattnar avrinningsområdet har biflödesordning 3, vilket innebär att vattnet flödar genom totalt 3 vattendrag innan det når havet efter 25 kilometer. Avrinningsområdet består mestadels av skog (78 %). Avrinningsområdet har 1,61 kvadratkilometer vattenytor vilket ger det en sjöprocent på 16 %.